# Deutschordenskommende Ober-Flörsheim

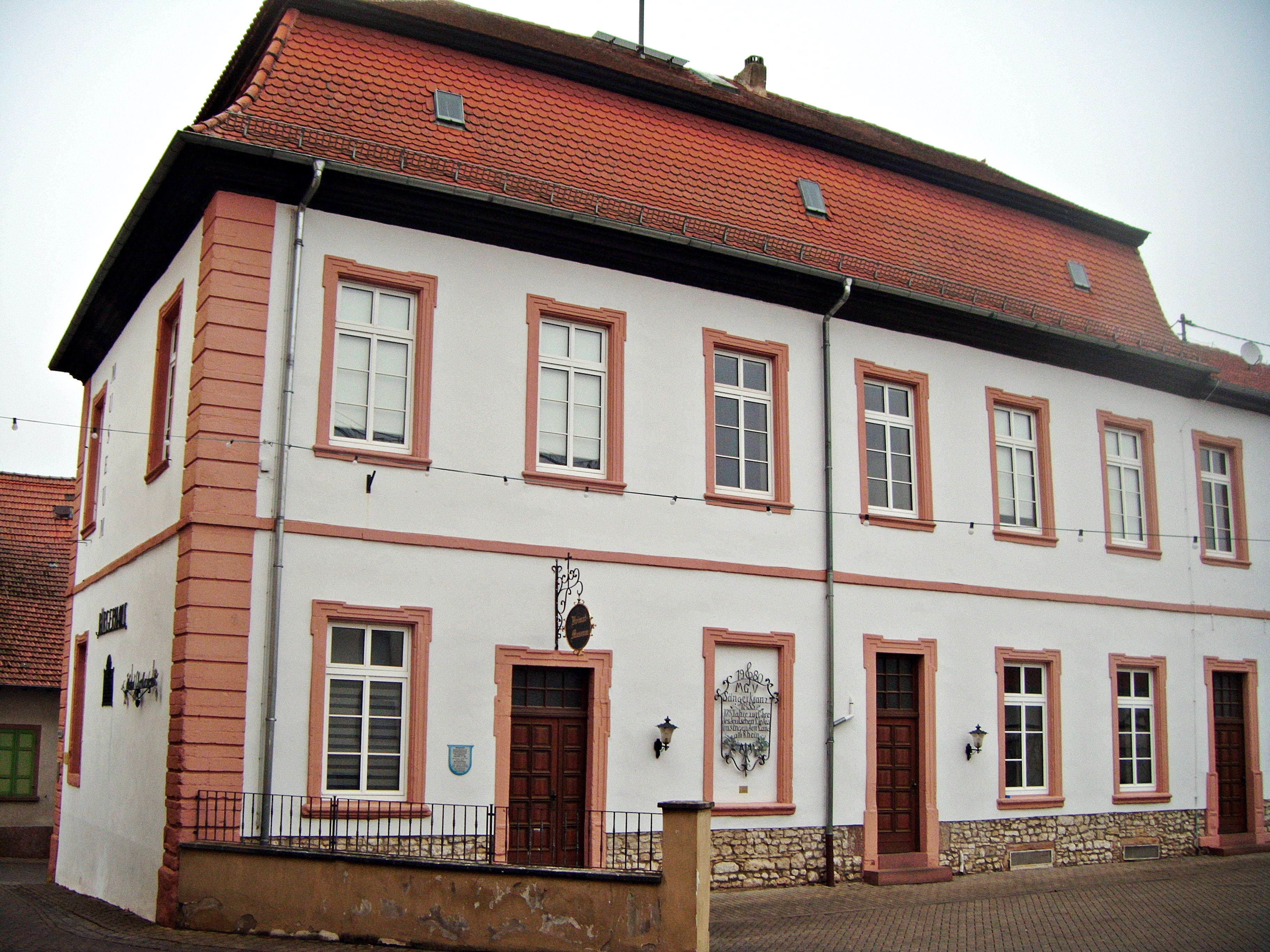
Komtureigebäude von Süden

Die Kommende Ober-Flörsheim war die südlichste Niederlassung der Ballei Hessen des Deutschen Ordens und lag in dem Dorf Ober-Flörsheim im heutigen Rheinland-Pfalz.

## Geschichte

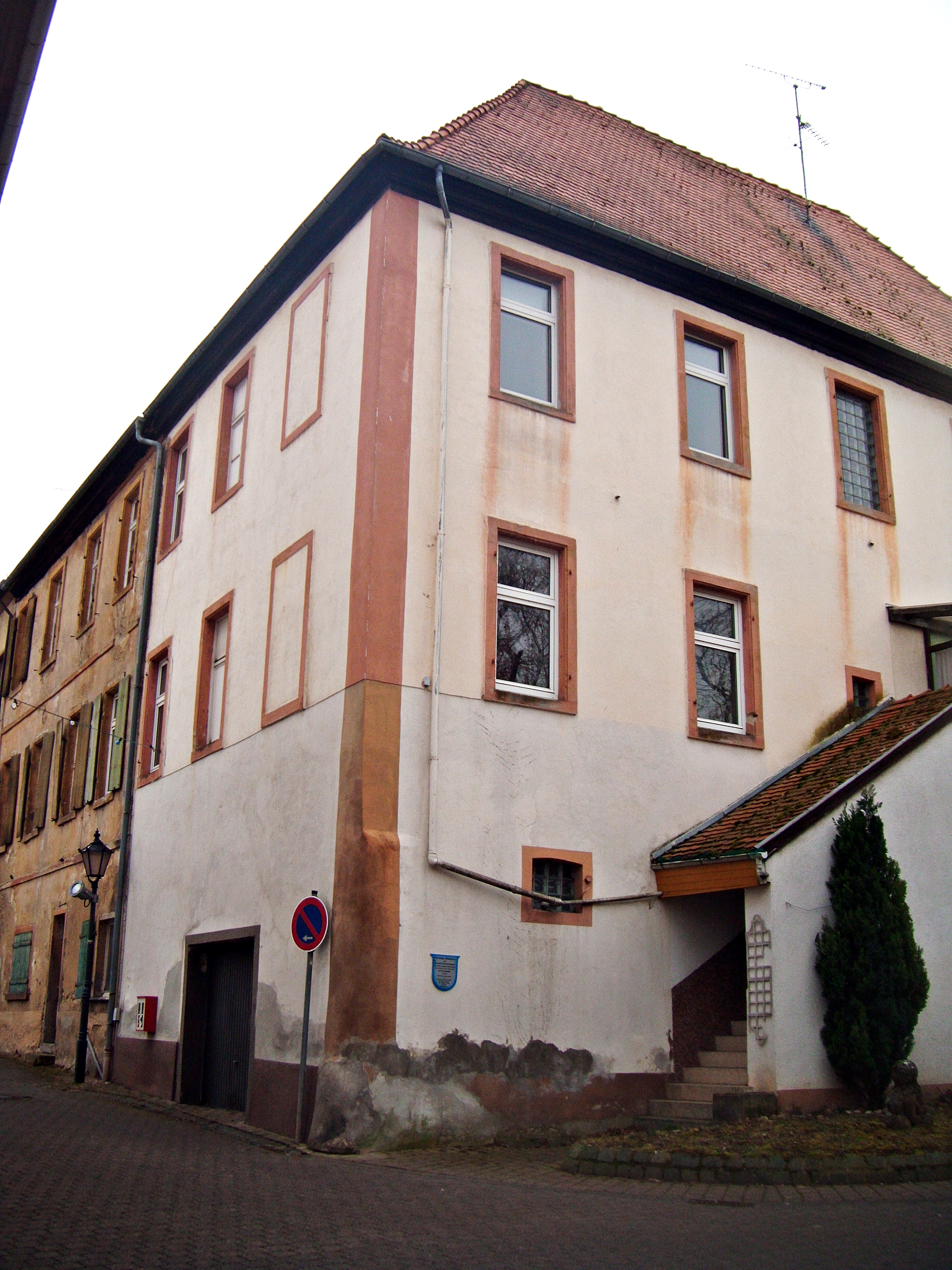
Schaffnerei von Norden

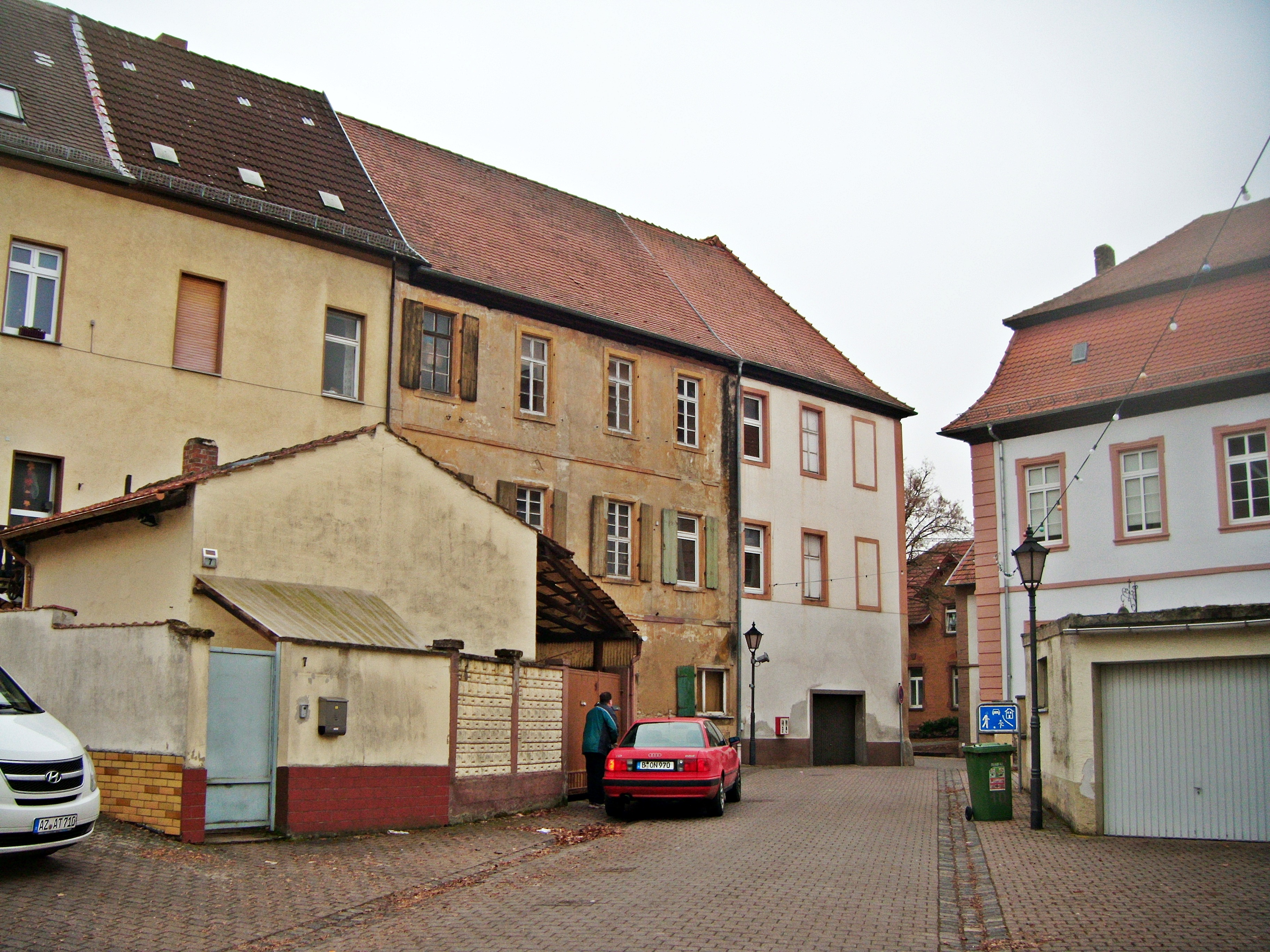
Die Durchgangsstraße der Kommende von Süden. Rechts das Komturei-, links das Schaffnereigebäude. Zwischen beiden befand sich der dorfseitige Eingang zur Kommende.

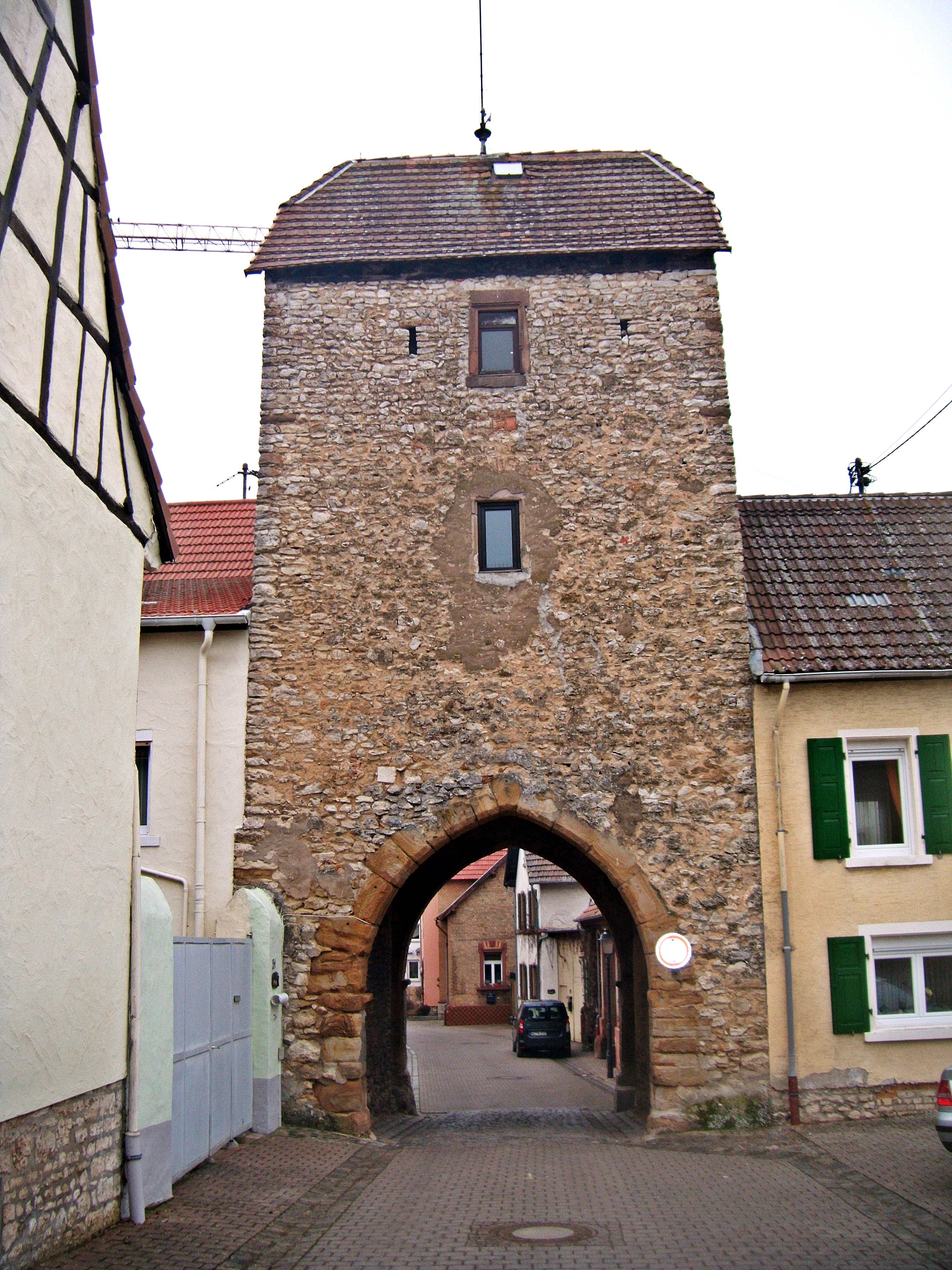
Mittelalterlicher Torturm (südlicher Ein- bzw. Ausgang der Kommende)

1237 verkaufte das Kloster Hugshofen im Elsass seinen nordwestlich von Worms gelegenen Fernbesitz in dem Ort Ober-Flörsheim an die Deutschordensballei Hessen, zu Marburg. Es handelte sich zunächst um einen Pfarrhof mit Kirchsatz und einen Fronhof mit Ländereien, welche für 850 Mark Silber den Eigentümer wechselten. Im gleichen Jahr erwarb der Orden auch weiteren Besitz und die Vogtei des Ortes, vom Grafen Eberhard IV. von Eberstein. Rasch entstand aus dem Neuerwerb eine durch Tore und Mauern abgegrenzte Kommende des Deutschen Ordens, ein Kloster mit Verwaltungssitz und landwirtschaftlichem Gut. 1302 hatte man zusätzlich örtliche Liegenschaften der Templer gekauft. Von 1280 bis 1506 übte die Deutschordensgemeinschaft die Herrschaft und die Gerichtsbarkeit über den ganzen Ort aus. Ab 1506 bis zum Ende der Feudalzeit gingen jene Besitzrechte an die Kurpfalz über, die Ordensniederlassung existierte jedoch unabhängig davon weiter. In einer Weinanbauregion liegend hatte sie für den Deutschen Orden in dieser Hinsicht große wirtschaftliche Bedeutung. An ihrer Spitze stand der Komtur, unterstützt von mehreren Ritter-, Priester- und Laienbrüdern.
Im Dreißigjährigen Krieg erlitt die Niederlassung mehrfach erheblichen Schaden, ebenso im Pfälzischen Erbfolgekrieg; 1631 wurde sie von schwedischen Truppen ausgeplündert.
Mit dem Kirchsatz hatte die Ordensgemeinschaft auch die Aufgabe zur Unterhaltung der nahen Pfarrkirche St. Peter und Paul, des Pfarrhauses sowie der Besoldung von Pfarrer und Glöckner. Selbst nach Einführung der Reformation durch die Kurpfalz blieben diese Pflichten beim katholischen Deutschen Orden. Ab 1564 war die Pfarrkirche reformiert, ab 1698 simultan, und in der Pfälzischen Kirchenteilung von 1705 sprach man sie erneut den Reformierten zu. Dagegen legte der Deutsche Orden Protest ein und war nach langjährigem Rechtsstreit erfolgreich. In dieser Zeit wurde das Gotteshaus jedoch baufällig. Der Orden ließ es daher 1776 bis 1783 neu erbauen. Es ist die bis heute existierende katholische Pfarrkirche St. Peter und Paul, die allerdings erst 1930 den jetzigen Glockenturm erhielt. Laut Johann Goswin Widder, in seiner Beschreibung der Kurpfalz, waren in Ober-Flörsheim drei Deutschordenspriester als Seelsorger tätig. In der Zeit als den Katholiken die Nutzung der Pfarrkirche verwehrt war, seien die Gottesdienste in der Kommendenkapelle, im Erdgeschoß der Schaffnerei abgehalten worden.
1700–1701 hatte der spätere Speyerer Fürstbischof und Kardinal Damian Hugo Philipp von Schönborn-Buchheim kurzzeitig das Komtursamt von Ober-Flörsheim inne. Ende des 18. Jahrhunderts besaß die Kommende mit 1482 Morgen Land die Hälfte der landwirtschaftlichen Nutzfläche in der Ortsgemarkung, weitere Besitzungen lagen in der Umgebung.
Von 1770 bis zur Besetzung der Region durch die französischen Revolutionstruppen 1797 wirkte Heinrich Wilhelm Julius Alefeld als letzter Repräsentant des Deutschen Ordens in Ober-Flörsheim. Trotz seines lutherischen Bekenntnisses amtierte er als Verwalter der Kommende und wohnte in dem nunmehr schlossartigen, barocken Komtureigebäude. Er war der Sohn des aus Grünstadt stammenden Philosophen Johann Ludwig Alefeld und ein Bruder des Mediziners Georg Ludwig Alefeld. Bei dem Verwalter lebten u. a. seine verwitwete Schwiegermutter Amalia Charlotte Philippina von Avemann geb. Clotz (1716–1793) und deren ledige, blinde Schwester Sophia Christina Marianna Clotz (1718–1789). Beide starben in Ober-Flörsheim und wurden auf dem dortigen Friedhof bestattet. Ihre beschädigten Grabsteine stehen heute restauriert im Außenbereich der evangelischen Pfarrkirche. Ein Sohn des Ober-Flörsheimer Verwalters und seiner Gattin war der dort geborene, spätere General Georg Ludwig Nikolaus Alefeld (1789–1856). 1775–1779 bekleidete General Maximilian Wilhelm Siegmund von Stetten die Würde des hiesigen Komturs, 1779–1794 sein Nachfolger Heinrich Moritz von Berlepsch. Letzterer war von 1795 bis 1809 der letzte Landkomtur der Deutschordensballei Thüringen und ein Neffe des kursächsischen Premierministers Heinrich Graf von Brühl.
Im Ersten Koalitionskrieg gegen Frankreich gehörte Ober-Flörsheim zum Kampfgebiet. Vom 16. Januar bis zum 10. Mai 1794 bewohnte der spätere Feldmarschall und damalige Oberst Gebhard Leberecht von Blücher als Kommandant seiner „Roten Husaren“ das Komtureigebäude, woran eine dort angebrachte Tafel erinnert.
Nachdem die Gebiete des linken Rheinufers ab 1797 dauerhaft an Frankreich gefallen waren, beschlagnahmte die neue Regierung den gesamten Besitz der Deutschordenskommende Ober-Flörsheim, und die Liegenschaften wurden 1806 an Privatbesitzer veräußert.
Durch die hier ansässigen Deutschherren war das Dorf bis ins 19. Jahrhundert unter dem Namen „Herren-Flörsheim“ bekannt.

## Baubestand

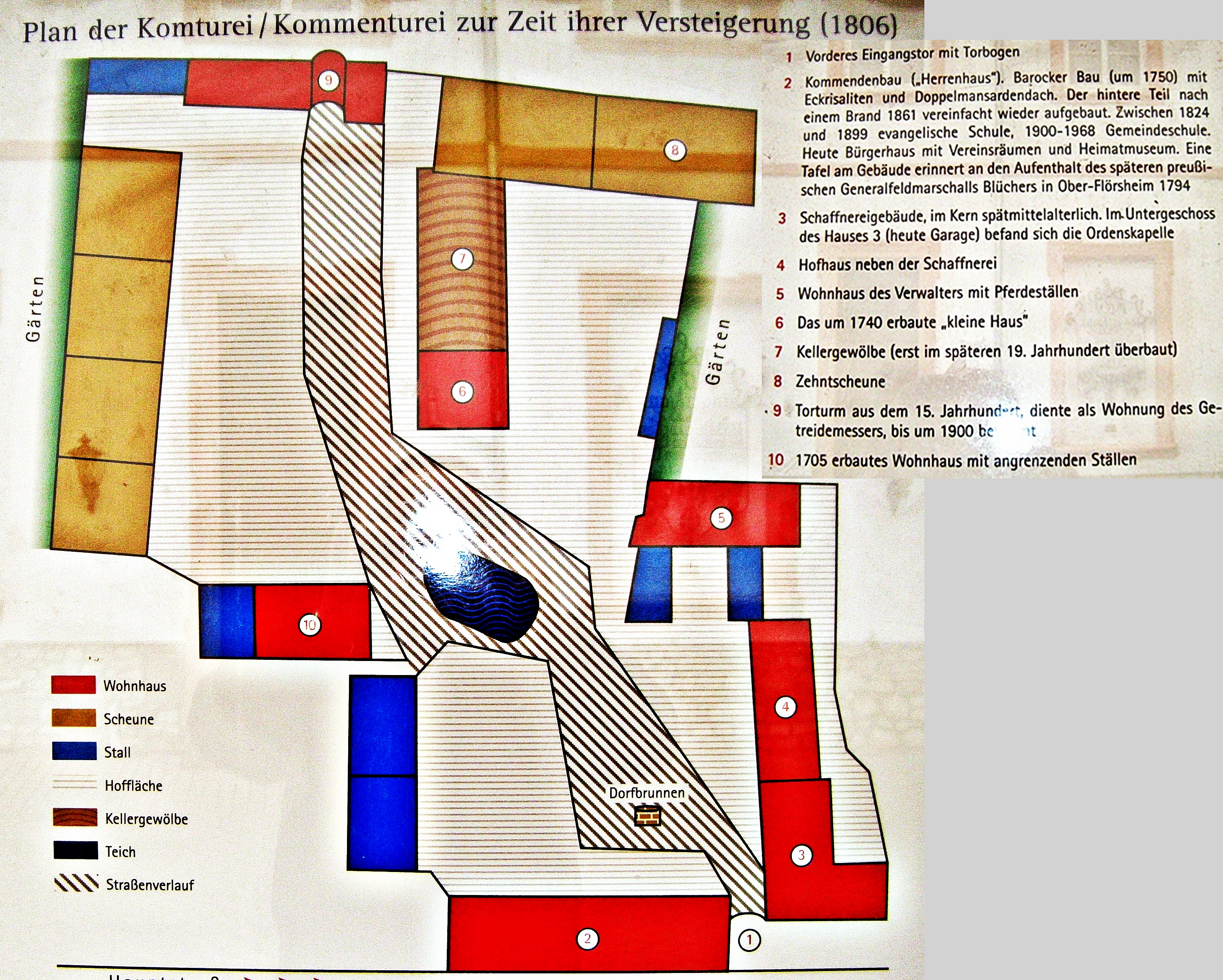
Plan der Deutschordenskommende Ober-Flörsheim. Markanteste erhaltene Gebäude sind die Komturei (2), die Schaffnerei (3) und der Torturm (9)

Das Gelände der ehemaligen Kommende liegt in der Südostecke der jetzigen Gemeinde Ober-Flörsheim und grenzt mit der Komturei und der früheren Schaffnerei an die Hauptstraße. Beide Kirchen des Ortes liegen ebenfalls an der Hauptstraße, westlich davon. Die katholische Pfarrkirche wurde von der Kommende betreut und auch in ihrem jetzigen Bestand neu errichtet.
Das repräsentative, schlossartige Komtureigebäude dient heute als Bürgerhaus und Heimatmuseum. Es wurde in der Mitte des 18. Jahrhunderts als zweistöckiger Putzbau mit Mansarddach erbaut und weist Ecklisenen sowie geohrte Tür- bzw. Fensterrahmen aus Sandstein auf. Die gegenüberliegende Schaffnerei ist zwar mehrfach verändert worden, stammt im Kern aber aus dem 16. Jahrhundert. Das dreistöckige, schmucklose Haus trägt ein Walmdach. In seinem Erdgeschoß zum Komtureigebäude hin, dort wo nun eine Garageneinfahrt sitzt, war ehedem die Ordenskapelle eingerichtet.
Zwischen Komturei und Schaffnerei befand sich ein (nicht mehr existenter) Torbogen als dorfseitiger Nordeingang in den Kommendenbezirk. Von dort führte die heutige Straße „Kommenturei“ in Richtung Süden durch die Ordensniederlassung. An ihrem Südende befand sich zum Ortsausgang hin eine Wehrmauer mit einem markanten mittelalterlichen Torturm. Sowohl dieser Turm als auch Teile der Mauer sind erhalten. Die Durchfahrt des Turmes ist tonnengewölbt, die Tore leicht spitzbogig. Die Mauer weist im Ostbereich zugesetzte Schießscharten auf.
Die Gebäude der Deutschordenskommende blieben in Ober-Flörsheim bis heute ortsbildprägend.

## Galerie

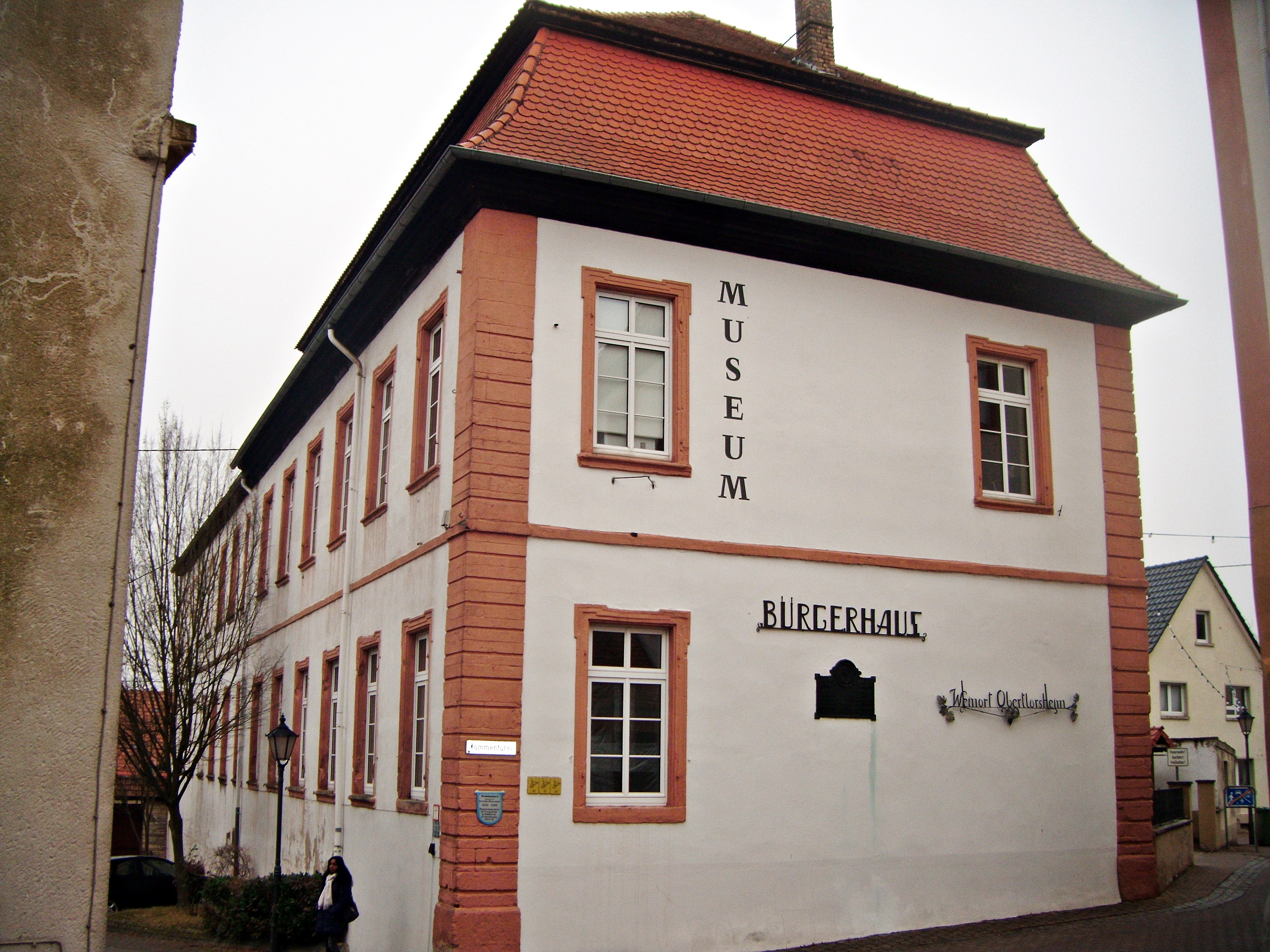
Komtureigebäude von Nord-Westen
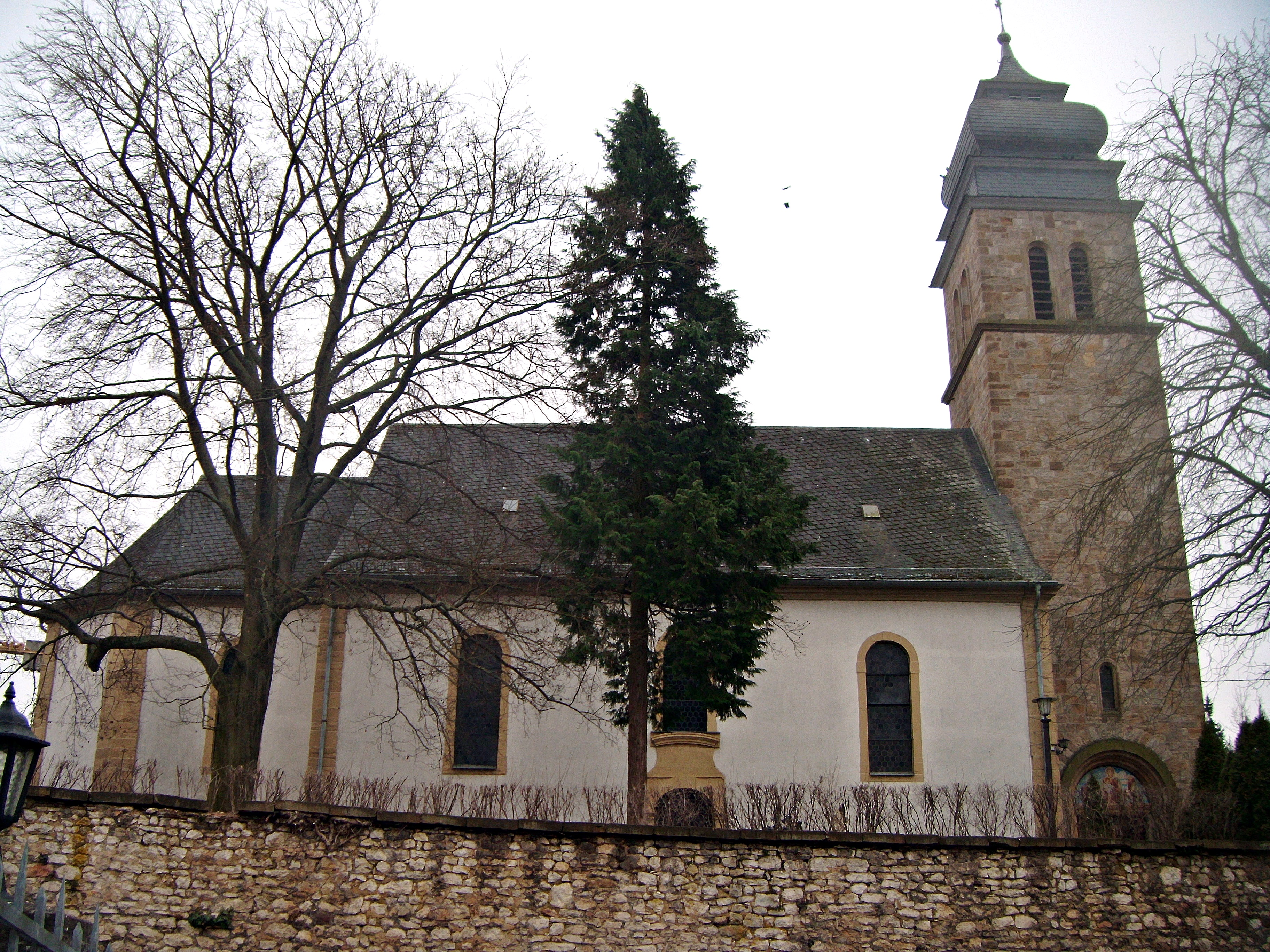
Katholische Pfarrkirche Ober-Flörsheim, erbaut vom Deutschen Orden
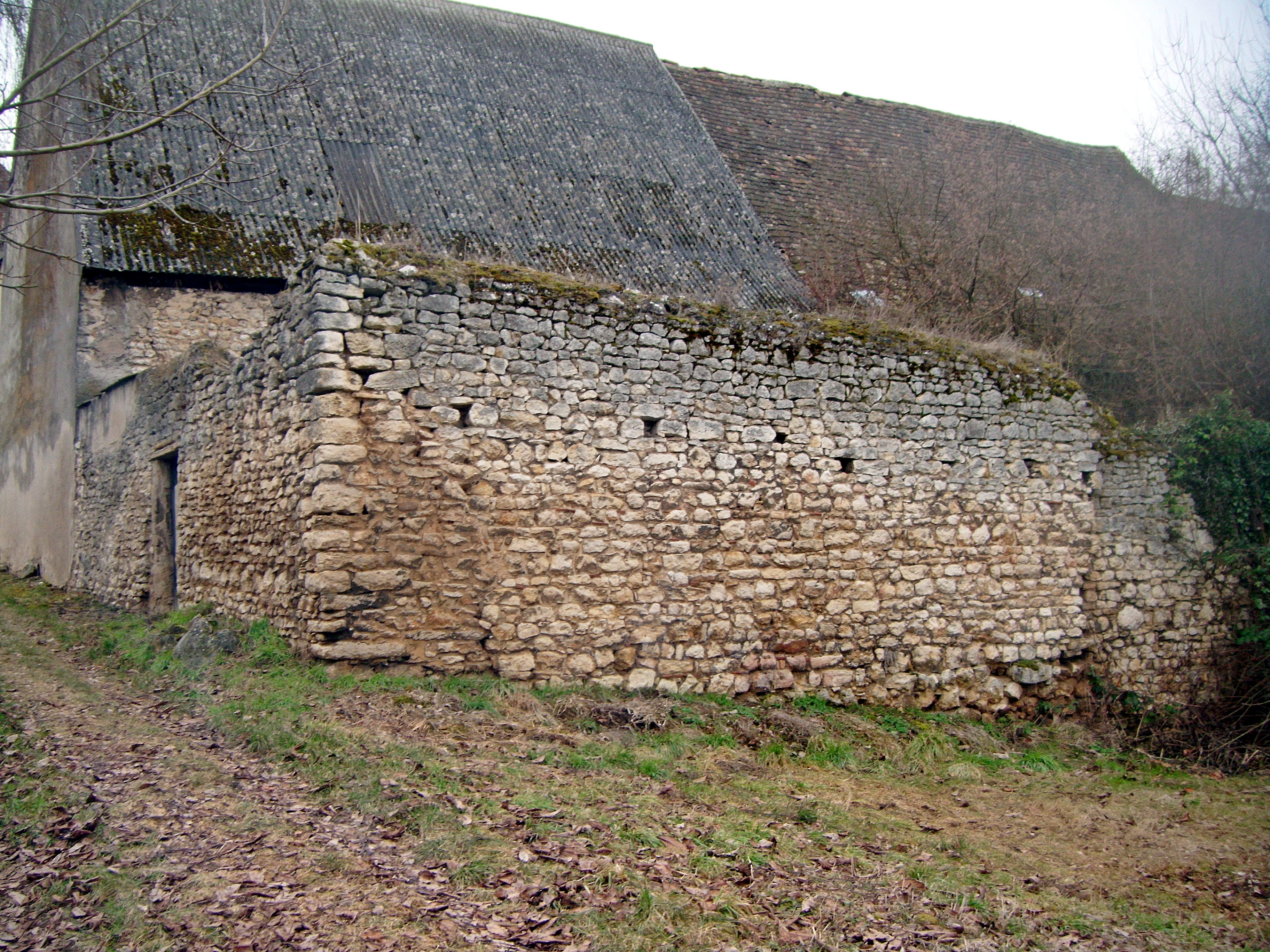
Wehrmauer des Komturbezirkes, Südostecke
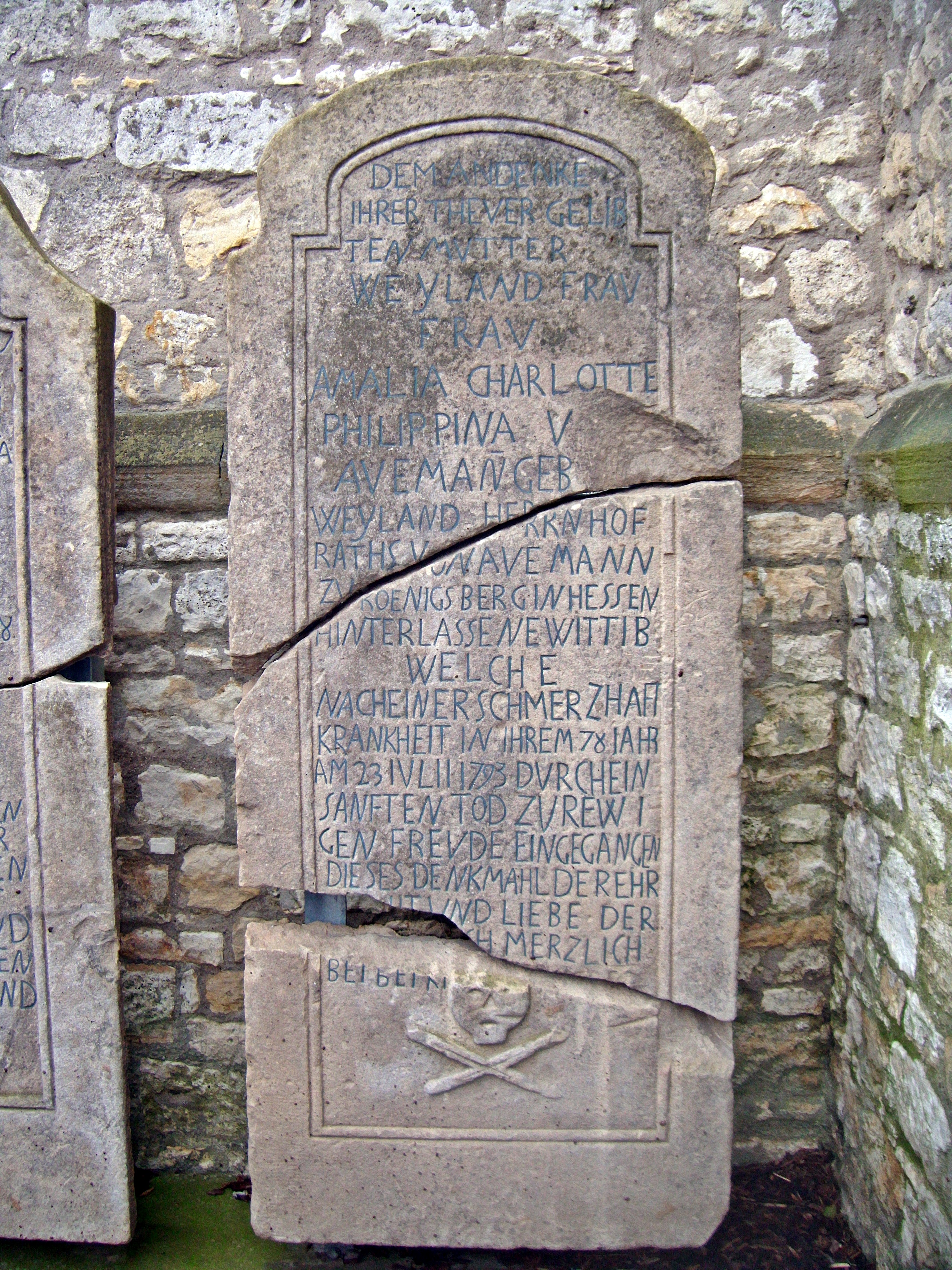
Grabstein der Amalia Charlotte Philippina von Avemann, evangelische Kirche
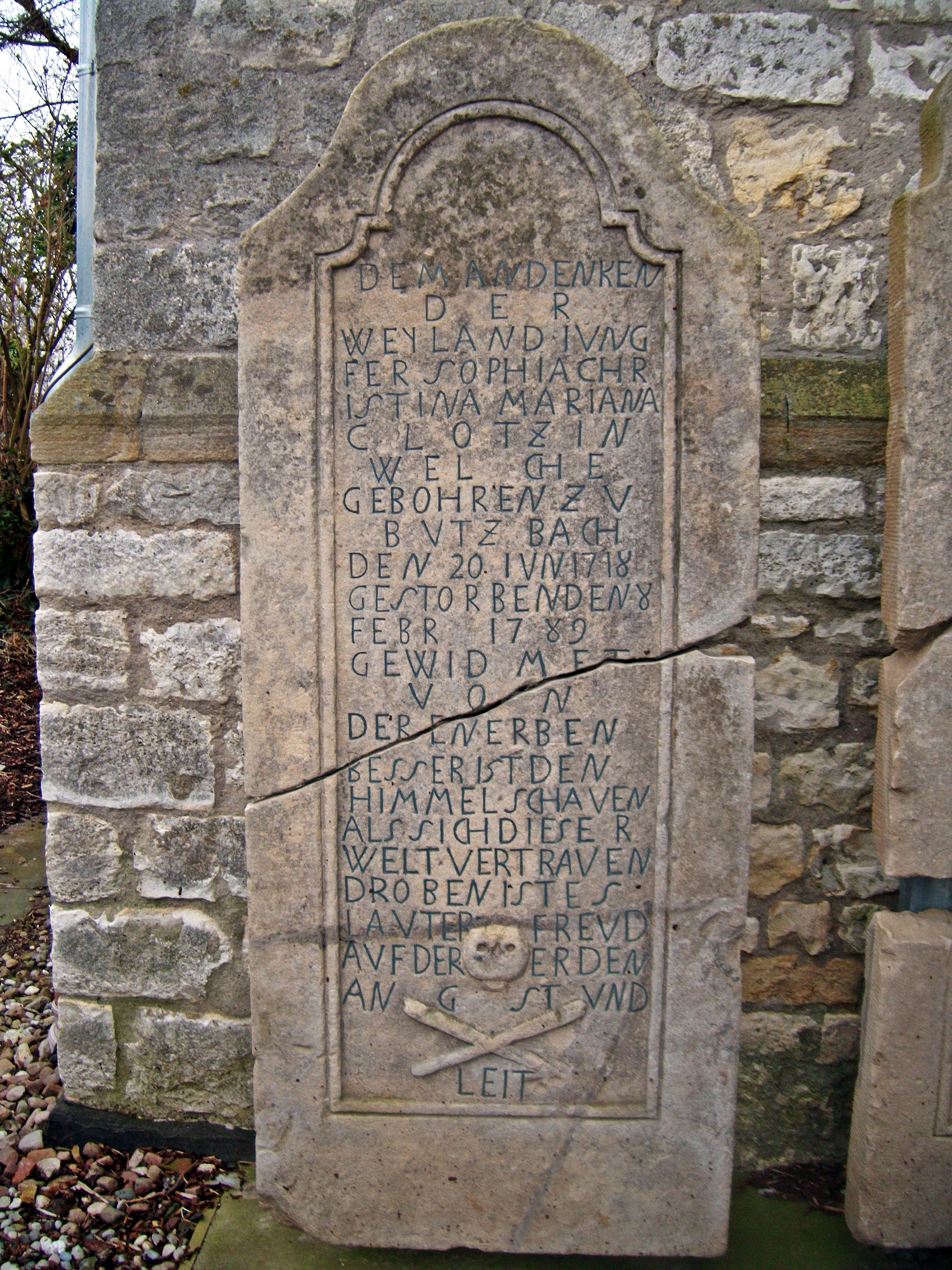
Grabstein der Sophia Christina Marianna Clotz, evangelische Kirche
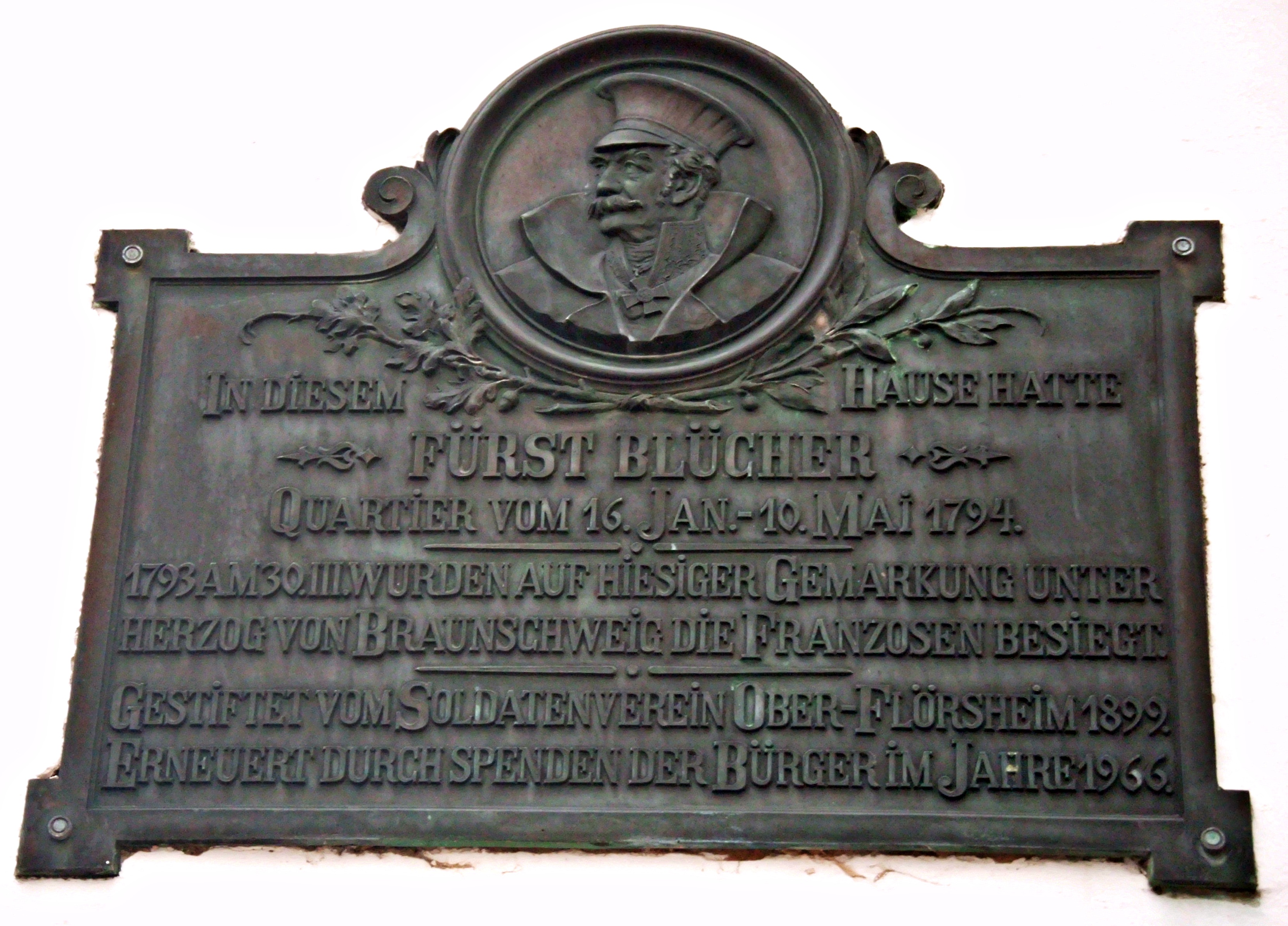
Blücher-Gedenktafel am Komtureigebäude